# Храм Успења Пресвете Богородице у Корчули
Храм Успења Пресвете Богородице у Корчули је главни и највећи православни храм на острву Корчула. Посвећен је Успењу Пресвете Богородице, припада Епархији захумско-херцеговачкој и приморској. Саграђен је око 1220. године, задужбина је Немањића.

## Историја
Са оснивањем Хумске епархије од стране Св. Саве, на Корчули је саграђена црква Успења Пресвете Богородице око 1220. године. Тада је на острву био велики број православних Срба углавном трговаца (преко 500!) који су помогли градњу ове цркве у српско-византијском стилу. Цркву су богато даровали Немањићи.
До 1350. године број православних Срба је растао; од тада наступа опадање. Са освајањем Корчуле, Венеција је овај храм претворила у католички, посветивши га Светој Варвари. Њом је управљао женски католички самостан. Са временом је опадала и сиромашила та црква, прелазећи из руке у руку, доспела у посед града. Општина Корчула је храм дала државном фонду (ерару) после 1880. године. Са ослобођењем Далмације 1918. године храм је остао у државном поседу. На њега је православцима који су се почели досељавати на острво скренуо пажњу председник корчуланске општине др Ј. Арнерић. Потомак старе угледне корчуланске породице је добро знао историјат тог сада врло трошног здања. Срби православци на Корчули су се убрзо организовали у црквену општину, и од државе затражили повраћај српске цркве.
Када је држава уступила православцима храм, приступило се његовом репарирању и опскрби. Повраћен јој је стари изглед и намена, а освећење је требало бити нарочито свечано, али је погибија краља Александра то омела. Уз обилату потпору католика, храм је завршен и освећен новембра 1934. године, од стране Б. Митровића и Илариона Мијатовића. На свечаности је државну химну извео оркестар Јадранске страже, а на Јектеније у храму одговарао Соколски хор из Оребића, који су чинили искључиво католици. Чину освећења је присуствовало мноштво католика, са својим свештенством, предвођени надвикаром О. Бодулићем. Постављен је тог дана нови корчулански православни свештеник.